# Au pays de l'or
Pour plus de détails, voir Fiche technique et Distribution.
Au pays de l'or (Flying Colors) est un film muet américain réalisé par Frank Borzage, sorti en 1917.

## Synopsis
Brent Brewster, un ancien athlète de l'université de Yale connu pour ses prouesses au saut à la perche, est malheureux en affaires. Lorsque ses riches relations le laissent se débrouiller seul, il rejoint une agence de détectives. Craig Lansing, un ami de sa famille, l'engage pour enquêter sur de nombreux vols de bijoux à Poughkeepsie. Alors que Brent travaille sous couverture lors d'une soirée chez Lansing, il reconnaît le Capitaine Drake, un escroc anglais.
Brent oublie un temps son travail de détective lorsqu'il rencontre Ann, la jolie sœur de Ruth, la femme de Lansing. La remarque d'Ann selon laquelle 40 000 $ par an lui suffiraient pour vivre le renvoie à la réalité.
Pendant ce temps, Drake cherche à compromettre Ruth, qui flirte avec lui quand Lansing est en voyage. Lors d'un retour impromptu de ce dernier, Brent se dénonce comme étant le coupable pour protéger l'honneur de Ruth, à cause de son amour pour Ann. Drake est démasqué alors qu'il est en train de fuir grâce à un saut de Brent à travers une fenêtre. Brent apprend alors qu'il a reçu un héritage qui lui permettra de satisfaire les besoins pécuniaires d'Ann.

## Fiche technique
- Titre original : Flying Colors
- Titre français : Au pays de l'or
- Réalisation : Frank Borzage
- Scénario : John Lynch
- Production : Thomas H. Ince
- Société de production : Triangle Film Corporation
- Société de distribution : Triangle Distributing Corporation
- Pays de production :  États-Unis
- Langue : anglais
- Format : Noir et blanc - 35 mm - 1,37:1 - Muet
- Genre : Policier
- Durée : 5 bobines
- Date de sortie :
  - États-Unis : 23 septembre 1917
- Licence : Domaine public

## Distribution
- William Desmond : Brent Brewster
- Golda Madden : Ann
- Jack Livingston : Capitaine Drake
- Laura Sears : Ruth Lansing
- J. Barney Sherry : Craig Lansing
- George W. Chase : Jimmy McMahon
- J.P. Lockney : Brewster Senior
- Bert Offord : le cockney
- Mary McIvor : une sténographe
- Ray Jackson : le fils du manager
- Frank Borzage